# モンゴル国立医科大学
モンゴル国立医科大学（英語: Mongolian National University of Medical Sciences、公用語表記: Анагаахын Шинжлэх Ухааны Үндэсний Их Сургууль）は、モンゴル国, ウランバートルに本部を置くモンゴルの国立大学。1942年創立、1942年大学設置。大学の略称はMNUMS。
モンゴルで唯一の国立の医科系技術者養成機関。2014年にモンゴル健康科学大学より名称を変更した。